# Płat potyliczny

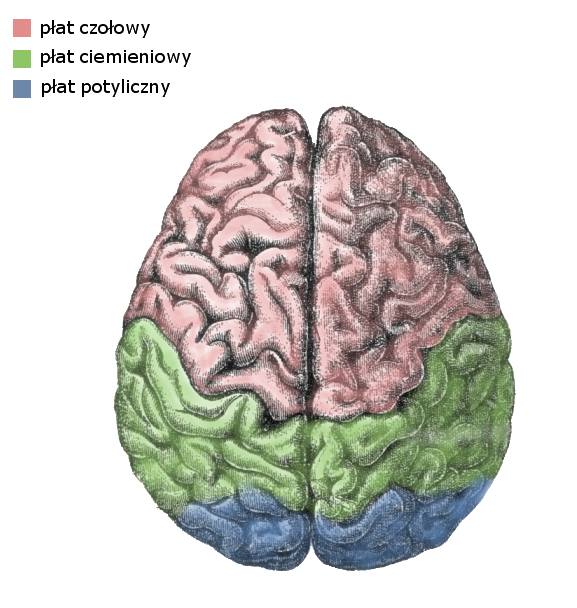
Widok płata mózgu od powierzchni górno-bocznej półkul mózgu

Płat potyliczny (łac. lobus occipitalis) – parzysta część kresomózgowia ograniczona od przodu na powierzchni przyśrodkowej przez bruzdę ciemieniowo-potyliczną półkuli mózgu.

## Struktura
W obrębie płatów kresomózgowia wyróżniane są bruzdy i ograniczane przez nie zakręty mózgu.
| Zakręty                                                      | Bruzdy                        |
| Powierzchnia górno-boczna                                    |                               |
| zakręt potyliczny górny                                      | bruzda potyliczna górna       |
| zakręt potyliczny środkowy                                   | bruzda potyliczna dolna       |
| Powierzchnia przyśrodkowa                                    |                               |
| klinek                                                       | bruzda ciemieniowo-potyliczna |
| zakręt językowaty (zakręt potyliczno-skroniowy przyśrodkowy) | bruzda ostrogowa              |

## Ośrodki czynnościowe i ich lokalizacja

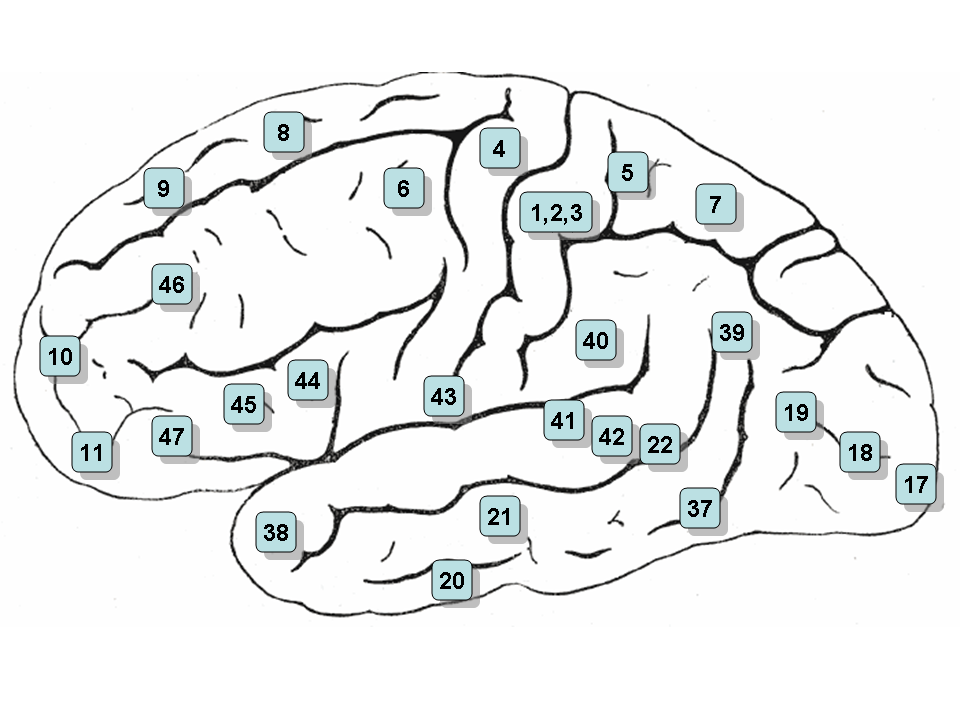
Lokalizacja pól Brodmanna na powierzchni górno-bocznej półkuli mózgu

- pierwszorzędowa kora wzrokowa (pole 17): bruzda ostrogowa
- drugorzędowa kora wzrokowa (pole 18): zakręt językowaty
- trzeciorzędowa kora wzrokowa (pole 19): zakręt językowaty
- kora asocjacyjna ciemieniowo-skroniowo-potyliczna (pole 39, 40): styk trzech płatów – odbiór bodźców

Numeracja pól dotyczy klasyfikacji według Brodmanna.

## Funkcje
Płat potyliczny odpowiada za:
- widzenie
- analizę koloru, ruchu, kształtu, głębi
- skojarzenia wzrokowe

## Skutki uszkodzeń
- trudności w umiejscowieniu widzianych obiektów[1];
- halucynacje wzrokowe; niedokładne widzenie obiektów, widzenie aureoli;
- trudności w rozpoznawaniu kolorów, znaków, symboli, słów pisanych, rysunków, ruchu obiektu
- trudności z czytaniem lub pisaniem.